# Entomofagia

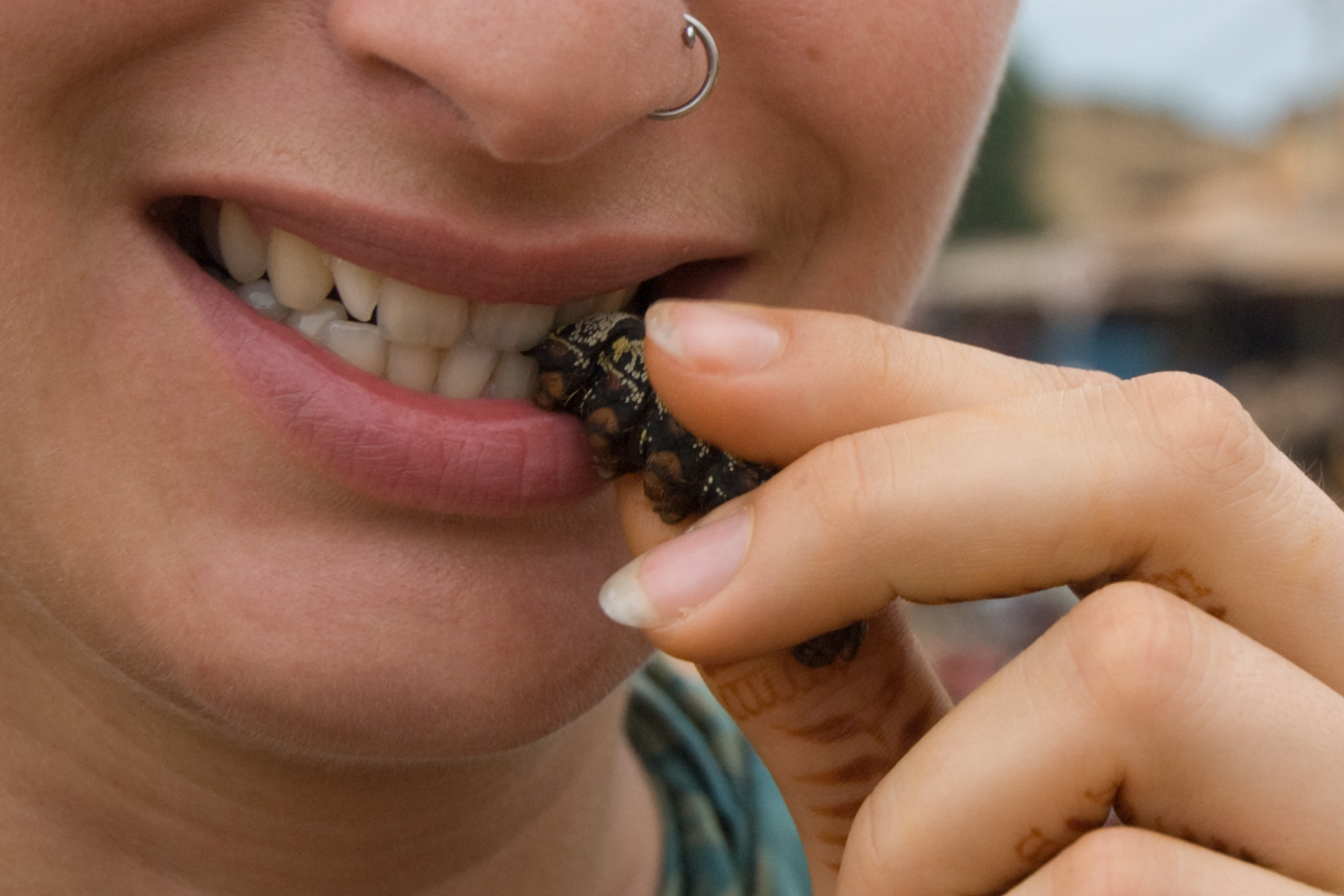
Consumo humano de um inseto

A entomofagia (do grego entomon, “inseto”, e fagein, “comer”), também chamada de insetivoria, é o consumo de insetos como fonte alimentar. A antropoentomofagia (anthropos, “humano”), também chamada de antropoinsetivoria, é o consumo direto de insetos ou de seus produtos por humanos.

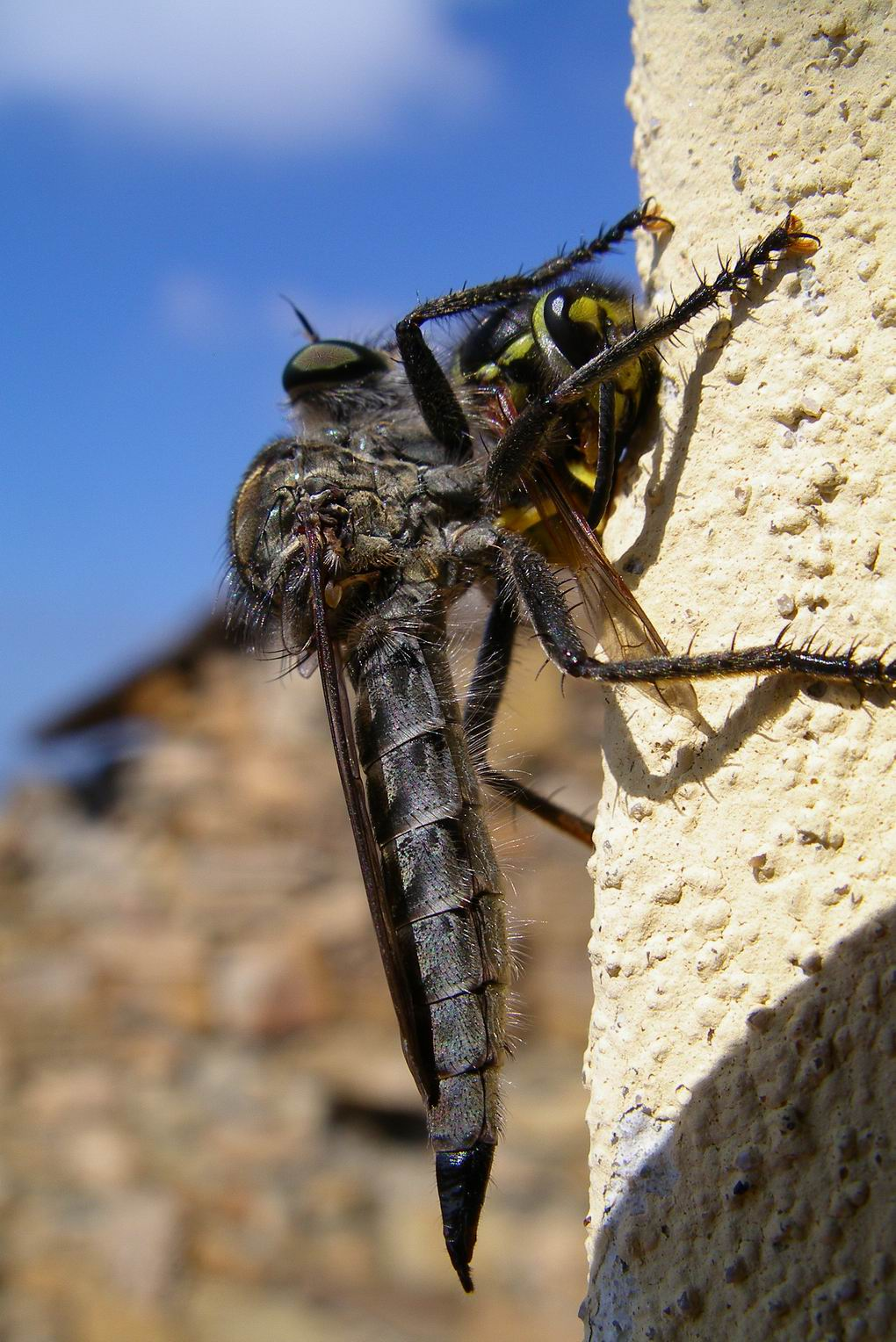
Mosca ladrão alimentando-se de vespa

Entre os recursos naturais e de renovação, estão os insetos, que têm muitas características a seu favor, incluindo abundância (existem em grande quantidade), rápida reprodução e valor nutricional, além de sua presença em quase todos os ecossistemas. Os insetos comestíveis são uma grande fonte de proteína animal, geralmente tendo um valor nutricional muito bom em relação a proteínas, gorduras, lipídios, vitaminas, minerais e sais, além de ter um sabor apetitoso. Os insetos são consumidos em todos os estágios de desenvolvimento, que, dependendo da espécie, podem ser ovos, larvas ou ninfas, pupas e/ou adultos entre Pauro, Hemimetábolo ou Holometábolo. Isso não é surpreendente, já que os insetos formam 80% do reino animal e constituem uma grande biomassa no planeta onde existem há 350 milhões de anos. Além disso, eles têm atribuições únicas ao ambiente circundante e uma enorme variedade de situações e circunstâncias diversas, tanto bióticas quanto abióticas. A maioria dos insetos comestíveis é coletada manualmente ou com o uso de redes, machados, pás ou facas.

## Principais insetos comestíveis
A insetivoria em humanos varia muito culturalmente, havendo sociedade onde ela é absolutamente proibida e um tabu, e outras como é a principal fonte de proteína animal. O consumo pode se dar enquanto o animal encontra-se nos estados ovo, ninfa, larva, pupa e adulto (também chamado de imago), porém ocorre mais comumente durante as fases larva e pupa . Além dos insetos, os produtos de insetos também são muito presentes na alimentação humana, como o mel e a seda.
A maioria dos primatas se alimenta de apenas dois filos de invertebrados, moluscos (Mollusca) e artrópodes (Arthropoda, que inclui aracnídeos, “crustáceos” e insetos), com uma apreço por insetos e ignorando por completo os demais crustáceos. As principais ordens de insetos mais consumidas por humanos são coleópteros (besouros), representando 31% do consumo ao redor no mundo; lepidópteros (borboletas e mariposas), representando 18%; himenópteros (abelhas, vespas e formigas), representando 14%; ortópteros (gafanhotos, esperanças e grilos), representando 13%; hemiptera (cigarras e percevejos), representando 10%; e isópteros (cupins), representando 3%, entre outras, que representam 5% do consumo. Nessas ordens, incluem-se mais de 1.900 espécies diferentes de insetos indicados ao consumo humano.
É interessante notar que Coleoptera, Lepidoptera, Hymenoptera e Hemiptera são 4 das 5 ordens de insetos chamadas de megadiversas, com mais de 150 mil espécies descritas (a quinta ordem megadiversa é Diptera); portanto, é condizente que sejam tão consumidas, já que são tão recorrentes na natureza. Orthoptera é a sexta ordem mais diversas, sendo, portanto, também muito recorrente. Contudo, Isoptera não é uma ordem tão comum. Uma hipótese para o seu consumo é a facilidade de acesso a esses insetos, os cupins. Eles vivem em colônias de dezenas de milhares de indivíduos, facilitando a captura em massa, e suas colônias são facilmente encontradas e acessíveis, tornando-os presas fáceis para humanos, ainda mais considerando nossas tecnologias, como o fogo.
Além disso, outras hipóteses tentam explicar porque essas ordens são as mais visadas por humanos:
- Besouros têm alguns dos maiores tamanhos entre os insetos. A larva de besouro é sempre maior que o adulto da mesma espécie, e, em geral, imaturos (formas não adultas) tem mais gordura e proteína que os adultos e menos partes duras de quitina, fazendo com que larvas e pupas sejam muito cobiçadas. Apesar disso, a maioria das larvas e pupas ficam escondidas e precisam ser retiradas manualmente.[5]
- Apesar de pequenas, formigas, abelhas e vespas formam colônias com uma grande biomassa total, o que as torna um alvo interessante de consumo. As pupas de abelha consumidas são ricas em gordura e proteínas e, além de serem coletados para consumo, também são procurados pelos seus produtos, como é o caso do mel da abelha. Contudo, colmeias são de difícil acesso, seja por estarem em locais muito altos ou em fendas e buracos muito estreitos, e esses insetos possuem muitos mecanismos de defesa, como mordidas e picadas venenosas.[5]
- Cupins oferecem duas grandes vantagens: são insetos sedentários e apresentam a maior biomassa coletiva conhecida entre os insetos. Vivem todos juntos em cupinzeiros, e não são alados nem venenosos. Apesar disso, acessar seus duros cupinzeiros é trabalhoso, e primatas geralmente dependem de algum tipo de tecnologia para acessá-los. No caso das formas aladas, que voam em massa durante a época de acasalamento, elas são mais fáceis de se coletar, sendo referidas como “armazéns voadores de gordura”.[5]
- Borboletas e mariposas têm larvas (lagartas) sociais, que podem ser encontradas em grupo se alimentando em plantas, tornando-as alvo fácil. Contudo, muitas espécies são aposemáticas (apresentam cores que informam seus predadores que elas não são comida, seja por serem impalatáveis - com gosto ruim -, tóxicas ou venenosas), impalatáveis, tóxicas e/ou venenosas, e não são comestíveis. As lagartas de cada espécie costumam estar disponíveis por apenas alguns dias, sendo um recurso sazonal.[5]
- Gafanhotos e grilos consumidos costumam se locomover em grupos, com dezenas a centenas de milhares de indivíduos. Quando surgem, são fáceis de serem coletados e consumidos aos montes.[5]

Pensando no consumo inadvertido de insetos, que é o consumo não intencional de insetos, todos os primatas atuais comem insetos, inclusive humanos, como em barras de chocolates ou no caldo de cana.

A maior diferença entre a insetivoria praticada por humanos e por outras espécies é o uso de tecnologia, seja para capturar os insetos, seja para domesticá-los, como a domesticação do bicho-da-seda. Dentre as tecnologias, estão o uso de fogo, contêineres e domesticação. Humanos fabricam contêineres, como bolsas e sacolas, dos materiais mais variados, como madeira e tecidos, que são usados para guardar, transportar, pulverizar, misturar, secar, umedecer, fermentar etc. insetos. Além disso, usamos o fogo e a fumaça para afastar, direcionar, concentrar, e preparar grupos de insetos.

## Por que comer insetos?
As três maiores razões para comer insetos no mundo moderno são: saúde, ambiente e contexto sócio-econômico-cultural.
- Saúde: insetos são uma alternativa saudável para carnes de mamíferos (como gado), aves (como galinha) e peixes (como atum). De modo geral, eles são ricos em proteínas, gorduras e minerais, como cálcio, ferro e zinco.[7]
- Ambiente: comparados com a pecuária, insetos produzem bem menos amônia e gases causadores do efeito estufa; por exemplo, enquanto que gado produz dezenas de toneladas de gás metano por dia, apenas os cupins e as baratas produzem metano, os demais insetos não. Além disso, a criação de insetos não demanda o desmatamento para a criação de áreas para viverem (como o gado demanda). Por fim, por serem animais de sangue frio (ectotérmicos), insetos convertem comida em proteína muito mais eficientemente; por exemplo, grilos precisam de 12 vezes menos comida do que o gado para produzir a mesma quantidade de proteína. Por fim, insetos podem ser alimentados com resíduos que, de outra maneira, não seriam aproveitados.[7]
- Contexto sócio-econômico-cultural: A insetivoria já é uma forma de alimentação presente da dieta de dezenas de comunidades em todo o mundo. A criação ou forrageio (busca por alimento) de insetos pode usar tecnologias bastante sofisticadas para a criação em massa, mas também permite o uso de tecnologias simples e baratas, permitindo que setores mais pobres da comunidade possam tanto criar ou procurar insetos para sua subsistência, como também que façam pequenas criações para a venda.[7]

## Vantagens e desvantagens
Carne é a forma mais comum de tecidos moles em mamíferos médios e grandes. Apesar de fornecer valores nutricionais e calóricos, obter esse recurso através da caça (seja atualmente, seja no passado dos hominínios) oferece desafios físicos e cognitivos. Um mamífero precisa ser detectado, observado, perseguido, subjulgado e então abatido para que se obtenha sua carne. Isso demanda tempo, recursos (como armas brancas) e trabalho individual ou em grupo, além de oferecer riscos, como acidentes e morte. Uma vez abatido, o recurso (no caso, a carne), que é perecível, precisa ser rapidamente consumido ou preparado para se manter consumível por um período de tempo prolongado; do contrário, decompositores vai consumir o recurso primeiro (como fungos e bactérias), e ele vai se tornar impróprio para o consumo humano. Assim, o consumo de carne oferece benefícios, mas também diversos desafios na sua obtenção e manutenção.
Insetos são muito menores que mamíferos ou qualquer outro vertebrado (peixes, anfíbios, répteis, mamíferos e aves). Contudo, eles são menos perigosos de se obter e existem em abundância, oferecendo pouco ou nenhum risco na sua coleta por humanos, além de possuírem valores nutricionais e energéticos comparáveis com os da carne. Isso os torna uma fonte alternativa de alimento.
Humanos se alimentam principalmente de 4 filos animais: moluscos (como polvo, lula, mexilhões e ostras, e Scargot), artrópodes (como aracnídeos, “crustáceos” e insetos), anelídeos (como os poliquetas) e cnidários (como as água-vivas), sendo moluscos e artrópodes os dominantes na nossa dieta. Dentre os artrópodes consumidos por humanos, a classe de preferência é a Pancrustacea, que inclui os “crustáceos” e os insetos. Apesar de fazermos uma distinção clara entre crustáceos e insetos na cultura popular, centenas de estudos científicos fazendo análises morfológicas (analisando a anatomia do corpo) e moleculares (também chamados de genéticas, analisando os genes) comprovaram que os insetos são um grupo dentro de Crustacea. Assim, biologicamente, insetos são um tipo específico de crustáceos. Apesar disso, na comunicação do dia-a-dia, insetos e crustáceos são referidos como sendo animais diferentes, e esta página vai se referir a eles usando essa linguagem popular.
Alimentar-se de insetos é vantajoso, pois eles apresentam uma grande diversidade. Existem mais de um milhão de espécies conhecidas de insetos, e muitas mais para serem descobertas e descritas. Só de besouros são 600 mil espécies. Por serem tão diversos e possuírem várias fases de vida (que variam conforme forem hemimetábolos ou holometábolos), eles ocupam a maioria dos habitats terrestres, principalmente nas regiões tropicais e sub-tropicais, o que os torna de fácil acesso a humanos.
Por serem tão diversos e ocuparem tantos ambientes, com um grande sucesso evolutivo, insetos existem em abundância. Sua biomassa (a quantidade de massa total que todos eles juntos geram) tipicamente excede a de qualquer outro animal, em qualquer ecossistema tropical. Portanto, há uma maior quantidade de biomassa de insetos disponível, que possivelmente pode servir de alimento para humanos, do que de carne de vertebrados. Logo, insetos são mais acessíveis, oferecem menos risco na sua captura, e existem em maior quantidade, além de terem altos valores nutricionais e calóricos (ou energéticos). Seus valores de gordura, proteína, vitaminas e energia são iguais aos de mamíferos e aves, e superiores em minerais.
Algumas das dificuldades de se obter insetos é que eles podem ser difíceis de se capturar, por poderem ser muito pequenos e voarem velozmente. Muitos insetos, principalmente besouros adultos, possuem um exoesqueleto muito duro e/ou táticas de defesa eficientes (como garras, ferrões ou veneno), e acessar as partes moles do seu corpo se torna trabalhoso. Além disso, não somos capazes de consumir seu exoesqueleto de quitina, que corresponde pela maior parte da sua massa para muitos insetos, o que significa que é preciso capturar insetos em grandes quantidades, já que boa parte de sua massa é exoesqueleto, que não será digerido. Por fim, muitos insetos também são sazonais, isso é, sua disponibilidade varia com as estações do ano, podendo ficar disponíveis por meses, semanas ou apenas dias.
Contudo, há duas categorias de insetos que compensam muito sua captura: larvas e adultos alados (neste último caso, em espécies de insetos sociais). Nos insetos com ciclo de vida holometábolo, que inclui as fases de ovo, larva, pupa e adulto (também chamado de imago), as larvas são uma forma muito rica em proteína e gordura, com pouca quitina recobrindo seu corpo (a maior parte da quitina fica nas peças bucais mastigadoras de alimento). Além disso, elas costumam se mover lentamente, como as larvas de borboletas (as lagartas) e as de besouros. Isso as torna um alvo fácil e desejável para a alimentação. Quanto aos insetos sociais, os indivíduos que vão se reproduzir e formar novas colônias, como em cupins e abelhas, são os únicos alados. Eles armazenam muita gordura no seu corpo para se reproduzirem e começarem uma nova colônia, e voam todos juntos em determinada época do ano, formando uma nuvem com dezenas a centenas de milhares de indivíduos. Isso torna a sua captura muito fácil, e seus corpos são bastante ricos em nutrientes.
Além dos insetos per se, humanos consomem muitos produtos de insetos, como o mel. O mel é o alimento de maior quantidade conhecido na natureza, provendo 3.232 calorias por quilograma e contendo muitos nutrientes importantes.

## Origem

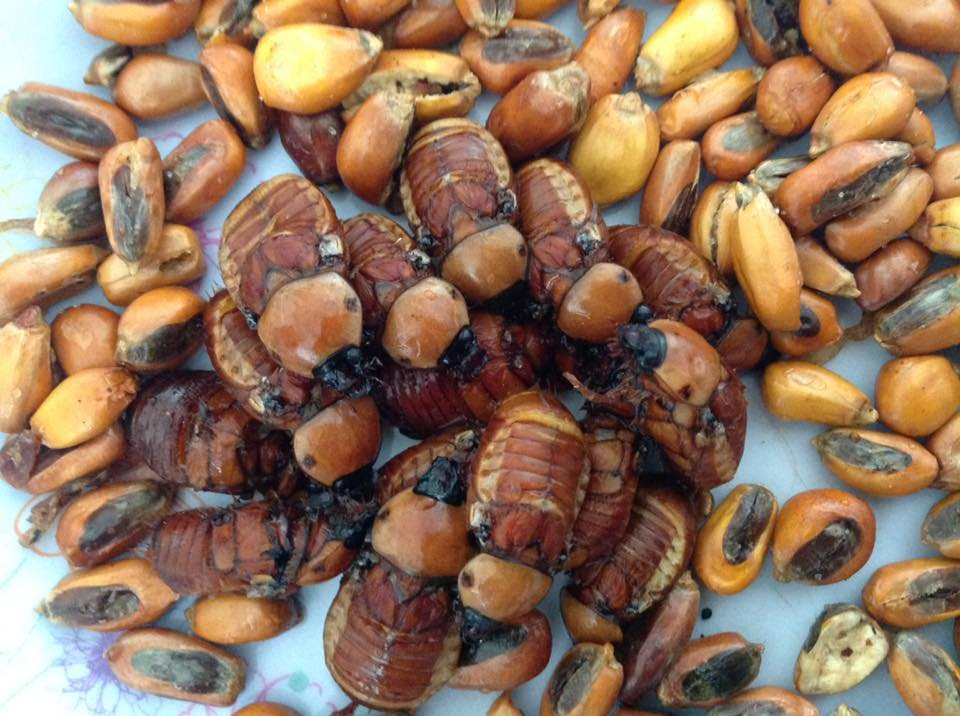
Besouro Platycoelia lutescens com milho tostado, em prato típico do Equador.

A maioria dos estudos do nosso passado evolutivo como espécie caçadora-coletora foca no consumo de animais vertebrados (carnivoria, faunivoria ou zoofagia), que têm músculos (a “carne” que comemos) muito desenvolvidos, e de plantas (herbivoria ou fitofagia). Contudo, pouca atenção é dada aos fungos (fungivoria ou micofagia) e aos animais invertebrados, como o consumo de insetos (insetivoria ou entomofagia). Muitas vezes, pesquisadores veem insetos apenas como uma fonte secundária de alimento em ambientes marginais, um preconceito cultural que toma a insetivoria como retrocessa e primitiva. Isso não corresponde com a realidade, no passado e no presente humanos.
Há evidência arqueológica para a insetivoria em hominídeos e hominínios. As mais antigas e melhor conhecidas evidências de provável insetivoria em hominínios vêm de vários sítios arqueológicos na África do Sul. Nesses sítios, do Paleolítico Inferior (entre 1.8 e 1,0 milhão de anos atrás), microrranhuras de ferramentas usadas por Paranthropus robustus apontam que elas eram usadas para escavar cupinzeiros para se obter cupins, por terem sido inseridas repetidas vezes dentro de cupinzeiros. Outra possibilidade é de que eles comessem a própria terra dos cupinzeiros, como fazem alguns primatas atualmente, como chimpanzés.
Existem 6 hipóteses não mutualisticamente exclusivas (ou seja, uma hipótese não exclui a outra ao ser provada verdadeira) de como algumas características da insetivoria nos primeiros humanos do gênero Homo deve ter sido. Elas ocorrem em populações humanas atuais que vivem de forrageamento (procura por alimento), como os caçadores-coletores Hadza, das savanas da Tanzânia:
- Contribuir nutricional e caloricamente para a dieta[3]

- Ser sazonal, mas ocorrendo vezes suficiente para manter nutrientes-chave em quantidade suficiente pelo maior tempo possível, como vitaminas A e B12.[3]

- Envolver ferramentas de tecnologia intermediária (comparada com a tecnologia atual), como contêineres, que permitem carregar mantimentos durante a locomoção bípede.[3]

- Ser menos arriscada do que a caça e a coleta. Os competidores na caça eram predadores carnívoros, como hienas, leões e tigres-dente-de-sabre. Na insetivoria, os competidores ou eram especialistas insetívoros de hábito noturno, como o ratel (também chamado de texugo-do-mel) e o pangolim, ou pequenos animais diurnos generalistas (que se alimentam de várias fontes, não apenas insetos), como o mangusto e o suricate. Além disso, a busca por insetos muitas vezes se dá nas árvores, onde muitos insetos habitam, um ambiente mais seguro que o terrestre para primatas como nós, onde ficamos mais vulneráveis para predadores.[3]

- Os insetos ou produtos de insetos coletados têm que ser possíveis de transportas e que funcionar no escambo (troca) por outros produtos, como carne ou castanhas, com base no seu valor nutricional e energético (também chamado de calórico).[3] A “compartilhamento de carne” foi um contrato importante entre os caçadores-coletores.[12]

- Apresentar divisão de trabalho com base no sexo. Em geral, espera-se que as mulheres coletassem mais insetos, e que os homens caçassem vertebrados maiores.[3][12] A exceção é a coleta de mel das abelhas do gênero Apis, uma vez que prevê que os coletores escalem árvores e rochas, pondo suas vidas em perigo, algo de que as mulheres, muitas vezes grávidas ou com crianças de colo, deveriam ser poupadas.[3]

Apenas a formulação de hipóteses não basta, é preciso testá-las com base nas evidências diretas e indiretas de como a insetivoria ocorria no passado. Contudo, essas “paleo-informações” (paleo-data, informações do passado) são difíceis de serem estudadas e testadas. Algumas possibilidades de caminho de estudo são:
- Ferramentas orgânicas: Essas ferramentas são chamadas de “arqueologicamente invisíveis”.[5] Infelizmente, a maioria das ferramentas usadas na insetivoria o período do Plioceno ao Pleistoceno são perecíveis e se decompuseram com o tempo, como galhos, cestas de junco, cestas feitas com pele de animais, cordas de videira, pacotes feitos com folhas ou cascas usadas como pratos. Assim, os melhores indicadores são rochas usadas na captura, preparo ou consumo de insetos (ver Registro líticos).[3]

- Ranhuras líticas: Rochas usadas na captura, preparo ou consumo de insetos. Essas ferramentas e utensílios de pedra são os melhores candidatos a terem padrões de macro e microrranhuras que indiquem que tenham sido usados na captura ou preparo de insetos para a alimentação; portanto espera-se que rochas usadas para, por exemplo, pulverizar insetos fiquem com microrranhuras que marquem o seu uso. Contudo, mesmo que o exoesqueleto de quitina dos insetos tenha causado ranhuras nas rochas ao ser pulverizado ou cortado, não é possível diferenciar essas ranhuras de outras quaisquer com os conhecimento e tecnologia atuais.[3][5]

- Resíduos: Resíduos podem ser conservados em diferentes superfícies inorgânicas, como ferramentas de pedras, conchas ou dentes. A maioria das partes de animais são partes moles, que se decompõem com o tempo. Apenas partes duras, ou partes moles em situações específicas, fossilizam e são resguardadas. Por exemplo, fitólitos (fósseis de plantas) de 300 mil anos de idade foram recuperados dos dentes fossilizados de um Gigantopithecus blacki, espécie de primata já extinta (que algumas pessoas acreditam ser a espécie do Pé Grande, apesar dessa espécie já estar extinta há muitos milhares de anos). Uma variedade de partes de plantas e outros compostos foram retirados de cálculos dentários de neandertais (Homo neanderthalensis) de 24 a 30 mil anos atrás. Resíduos orgânicos de mamíferos, peixes e aves foram retirados de ferramentas de pedra  de neandertais de 125 a 150 mil anos atrás. Outros materiais já recuperados dessa maneira são sangue, pelo, cartilagem, penas e exoesqueleto quitinoso. Portanto, paleo-informações recuperadas dessa maneira oferecem um caminho favorável para o estudo da paleo-insetivoria.[3][5]

- Fósseis e vestígios: Fósseis, sub-fósseis (com poucos milhares de anos, que ainda não fossilizaram completamente) e vestígios (registros fossilizados de que um organismo esteve ali, mas que não são o próprio organismo, como pegadas) de insetos podem ser recuperados de sítios arqueológicos. Por exemplos, um método de cozinhar insetos era de enterrá-los na areia quente, e há hoje o registro fóssil disso.[3]

- Paleo-DNA: Uma maneira de descobrir insetos na paleo-dieta humana é com uma abordagem metagenômica, isso é, coletar todo o DNA encontrado no ambiente, compará-lo com o genoma (sequência de DNA específica para cada espécie) atual de espécies viventes e ver com quais espécies o DNA genômico encontrado mais se assemelha. Nessa técnica, não é preciso saber a aparência do ser vivo para descobrir a que grupo de seres vivos ele pertence, basta comparar seu DNA encontrado (seu genoma) com o genoma de espécies atuais e encontrar a maior compatibilidade. Contudo, ainda é preciso tentar retirar DNA de resíduos e coprólitos.[3][5]

- Coprólitos: Coprólitos são fósseis de fezes. Examinando esses fósseis, é possível observar se eles apresentam pedaços de insetos feitos de quitina e que não são digeridos, como asas, peças bucais e partes do exoesqueleto. Coprólitos com pedaços de exoesqueleto quitinoso de insetos forma encontrados nos EUA (Arizona, Arkansas, Colorado, Texas, Kentucky, Missouri, Nevada e Utah), México e Peru. Há registro de coprólitos humanos do Texas (EUA) com pedaços de gafanhotos de 1 a 2,5 mil anos atrás, e outros coprólitos encontrados na Caverna de Lakeside, EUA, sugerem que as pessoas se alimentavam (ou alimentaram) de gafanhotos há 4,5 mil anos. Portanto, esse é um caminho viável de estudo. Contudo, é preciso cuidado para não fazer falsas afirmações. Muitos insetos usam fezes na sua alimentação e reprodução, como o besouro rola-bosta. Assim, é importante conseguir diferenciar pedaços de insetos que foram digeridos de insetos que foram até as fezes e morreram nela.[5][3][11]

- Ranhuras dentais: Qualquer alimento denso e duro o bastante pode deixar marcas e ranhuras no esmalte dos dentes. A princípio, essas marcas podem ser identificadas em categorias gerais, como “vegetação silicácea” ou “frutas de casca dura”. O estudo das ranhuras dentais para descobrir a alimentação de uma espécie tem se mostrado funcional, tanto em fósseis quanto em mamíferos vivos, com mangustos africanos viventes. Estudos de ranhuras dentais de Australopithecus e Paranthropus (gêneros extintos de hominínios, sendo que um deles deu origem ao nosso gênero, Homo) permitiram diferenciar quais partes das plantas esses hominínios comiam (folhas, galhos etc.). Estudando o esmalte dentário de Australopithecus com 2 a 4 milhões de anos, de Sterkfontein Valley, África do Sul, observou-se que esse esmalte possuía grandes quantidades de estrôncio (Sr) e cálcio (Ca). Em mamíferos viventes da África do Sul, essa característica é compatível com uma dieta rica em insetos. Portanto, é possível que esse ancestral humano também consumisse insetos. Já no norte da Espanha, em Sima del Elefante, microfósseis com traços de fragmentos de insetos foram retirados de placas dentais de 1,2 milhão de anos de idade, da boca de um hominínio ancestral (uma espécie extinta de humano), evidência direta de insetivoria.[3][5][11]

- Isótopos estáveis: Isótopos estáveis podem ser estudados a partir de esmalte dentário, bioapatita, fezes, pelos, cabelo etc, sendo que os melhores elementos para se estudar isótopos estáveis são nitrogênio (N) e carbono (C). Estudos com isótopos estáveis de nitrogênio de amostras de pelos permitem diferenciar espécies de macacos (Galago spp. de Lepilemur leucopus), mas ainda não há estudos para pelos antigos, nem que diferenciem invertebrados (como insetos) de vertebrados (como macacos). Além disso, os resultados nem sempre são claros. Por exemplo, o sinais de isótopos de carbono para plantas C4 e para cupins que se alimentam dessas plantas C4 são os mesmos; logo, não é certeza se um sinal C4 encontrado na alimentação indica o consumo da planta ou do cupim. Portanto, o uso de isótopos estáveis é uma possibilidade para o futuro.[3][5]

- Osteologia: Um estudo sobre um osso do sexo feminino de uma Homo erectus com uma deformidade propos uma hipótese, que já foi provada errada, de que a deformidade foi causada por uma hipervitaminose A (consumo exagerado de vitamina A, ao ponto de causar danos ao corpo), devido a uma alimentação muito exagerada de larvas e pupas de abelhas. É importante trazer esse estudo para exemplificar como a ciência funciona. Quando o estudo foi publicado, a hipótese parecia promissora. Contudo, com estudos que vieram em seguida, a hipótese foi falseada, isso é, provada errada. O avanço científico funciona dessa maneira, toda hipótese pode ser considerada verdadeira, até que se prove o contrário. Não há nenhum outro estudo que correlacione a osteologia (estudo dos ossos) com a insetivoria.[3][5]

- Representações: As evidências mais claras de insetivoria em humanos são as representações criadas por humanos, como a arte rupestre do período Paleolítico. Algumas das evidências mais antigas são as artes nas cavernas de Altamira, na Espanha, de cerca de 14 mil anos de idade, em Atapuerca, Espanha, de 11 a 18 mil anos atrás, e representações de arte em rocha na África do Sul, de 1,5 a 12,5 mil anos atrás, registrando o que foi interpretado como sendo o consumo de cupins alados.[8] Outras representações em outros locais foram interpretadas como sendo de ninhos, colmeias, escadas para alcançar colmeias, coleta de mel, cupins e cupinzeiros, dentre outros. Contudo, essas representações apresentam algumas questões. Primeiro que seus significados interpretações dos cientistas e, por mais que de fato possam indicar os animais citados, elas não são evidências diretas de insetivoria, apenas de que humanos no passado tinham contato com esses insetos. Outra hipótese é de que elas também possam ser representações artísticas, ou seja, eventos apenas imaginados, mas que não foram realizados. Isso implica em imaginação e outras habilidades cognitivas que são impossíveis de serem testadas. Por fim, apesar desses registros serem muito promissores na identificação da insetivoria no passado, eles possuem uma limitação temporal, uma vez que os registros mais antigos têm apenas alguns milhares de anos de idade.[3][5]

## Insetivoria ao redor do mundo
Insetos são alimento para todos os primatas, inclusive humanos, tendo um papel fundamental na história da humanidade como fontes de proteína, gordura, vitaminas e minerais. Portanto, sendo uma excelente fonte de nutrientes e energia. Em regiões tropicais, insetos existem em abundância, podem ser facilmente coletados, mais facilmente do que em regiões temperadas por tenderem a ser maiores, e provêm nutrientes sazonais importantes. Até abril de 2012, foram contadas 1.900 espécies de insetos comestíveis em todo o mundo, sendo 549 espécies comestíveis no México, 178 na China e 428 na região Amazônica. Para cerca de 3041 grupos étnicos registrados, esse recurso naturalmente renovado faz parte de sua dieta diária. As espécies de insetos que são comidas variam em relação à região e à estação, bem como de acordo com sua abundância, já que muitas são espécies preferidas. A seleção é feita ao longo do tempo, com base no tamanho, sabor, capacidade de armazenamento, energia usada em sua captura, tempo para obtê-las,estágio de desenvolvimento (como adulto ou larva) e valor nutricional, que é avaliado com base no grau de satisfação e bem-estar.
A  insetivoria é mais presente em regiões tropicais e sub-tropicais, mas é quase ausente em regiões temperadas. Algumas explicações para isso são o tamanho dos insetos, uma vez que insetos tendem a ser maiores em regiões tropicais (devido à circulação mais rápida de oxigênio pelo seu corpo, permitindo que sejam maiores); sua tendência agregativa (de se manterem juntos), seja durante a noite (gafanhotos), reprodução (cupins alados) ou alimentação (lagartas); a alta disponibilidade ao longo de todo o ano nos trópicos; a facilidade de serem encontrados, uma vez que insetos ocupam nichos específicos, tornando sua coleta mais fácil; sua grande abundância; e serem mais diversos (haver mais espécies) nos trópicos.
Insetos são muito usados como pratos complementares de um prato principal e sazonal, que varia com as estações ao longo do ano. Além disso, eles não são alimento apenas para a ampla sociedade, mas também para a elite de cada sociedade, como na Tailândia, em Madagascar e durante o império Asteca. Durante a cerimônia dedicada ao deus Xiuhteecutli, um prato especial era preparado, chamado de ahuahutle. O ahuahutle era um “caviar”, feito dos ovos de várias espécies de Hemiptera (grupo de insetos das cigarras e percevejos). Há registros de que o ahuahutle era preparado durante esse festival na cidade de Texcoco e enviado pela manhã para a capital, Tenochtitlan, para que o imperador Montezuma, assim como seus antecessores, comesse de café-da-manhã.

### África
Os insetos mais usados na alimentação são lagartas e cupins alados.

#### África do Sul
Na África do Sul, os povos originários, chamados de Khoekhoen, se alimentam de um vasto número de gafanhotos e cupins alados.

#### Angola
No país, é comum a alimentação de Coleoptera, Isoptera e Lepidoptera. A partir de estudos, viu-se que as 4 espécies de insetos mais comidas são ricas em proteínas brutas, calorias e muitas vitaminas e minerais. Dessas espécies, o cupim Macrotermes subhyalinus e o besouro Rhynchophorus phoenicis são muito ricos em calorias (valor energético), tendo 100g de cada insetos uma quantidade de 613 kcal e 561 kcal, respectivamente (ou seja, 613 kcal para o cupim, e 561 kcal para o besouro), e a lagarta Usta terpsichore (família Saturniidae) é muito rica em zinco, tiamina, riboflavina e ferro. Outros dados incluem que cada 100 gramas de duas espécies consumidas de lagartas da família Saturniidae fornecem cerca de 45g de proteína, ou seja, quase metade da sua massa é proteína, e que uma espécie comestível de besouro do gênero Rhynochophorus, cada 100 g dela fornecem 42g de gordura, 25 g de carboidratos e 20 g de proteína.

#### Botswana
Os povos Gui San e Gana San se alimentam de cupins alados, gafanhotos, besouros adultos, larvas de mariposa, formigas da família Formicinae e mel.

#### Malawi
Em Malawi, a população se alimenta de uma variedade de insetos, como o mosquito Chaoborus edulis, muito nutritivo e rico em proteínas, cálcio e ferro. Neste país, a comunidade que vive junto ao Parque Nacional Kasungu pratica a apicultura (o cuidado de abelhas para se alimentarem de mel) e se alimentam de duas espécies de lagartas da família Saturniidae, Gonimbrasia belina e Gynanisa maia. Contudo, estas espécies de lagartas não existem fora do parque, onde toda a mata nativa foi destruída para criar campos de agricultura extensiva de tabaco, milho, vagens e amendoim.

#### Nigéria
Na Nigéria, a insetivoria é mais prevalente em áreas rurais que urbanizadas, sendo que as pessoas com maior acesso à educação não admitem que a insetivoria seja uma prática comum no país. A espécie mais popular é a da lagarta Cirina forda, da família Saturniidae, que chega a custar o dobro do preço da carne bovina. Além dessa espécie, outras espécies muito usadas são os besouros Rhynchophorus phoenicis e Oryctes sp. (Coleoptera), a larva da mariposa Anaphe sp. (Lepidoptera), cupins (Isoptera), e grilos e gafanhotos (Orthoptera). As larvas de Anaphe são particularmente ricas em gordura, sendo que cada 100g dessa larva contêm cerca de 611 kcal. Ademais, quatro espécies populares de insetos comestíveis (Imbrasia belina, Rhynchophorus phoenicis, Oryctes rinoceronte e Macrotermes bellicosus) contêm todos os aminoácidos essenciais, com quantidades relativamente elevadas de lisina, treonina e metionina, que são os principais aminoácidos em dietas à base de cereais e leguminosas .

#### República Democrática do Congo
São conhecidas mais de 65 espécies de 22 famílias de insetos usadas na alimentação. Os insetos fornecem cerca de 10% da proteína animal produzida anualmente na República Democrática do Congo, variando de distrito a distrito. No Distrito de Kwango, insetos fornecem uma média de 37% da proteína animal, variando de 22% a 64%, a depender do território dentro do distrito. Ainda em Kwango, lagartas são o principal alimento, sendo a produção anual de lagarta desidratada de 280 a 300 toneladas. Nos Distritos de Kwango e Kwilu, mais de 30 espécies de insetos são consumidas, sendo que 3 espécies (dentre elas, a lagarta Cirina forda, da família Saturniidae) são exportadas.
Em Lubumbashi, 35 espécies de lagartas são consumidas, principalmente da família Saturniidae. Em estudos analisando lagartas desidratadas da família Saturniidae usadas na alimentação, descobriu-se que 63,5% desses insetos eram proteína bruta, que 100g de lagartas desidratadas tinham uma média de 457 a 543 kcal (quilocalorias) e 335% da quantidade de ferro diária recomendada para humanos (sendo uma excelente fonte de ferro), e que elas possuem todas as vitaminas necessárias para o crescimento em quantidades suficientes, com exceção de B1 e B6.

#### República do Congo
Na República do Congo (não ser confundida com o país supracitado), cada pessoa come cerca de 30g de insetos por dia. A espécie de inseto comestível mais apreciada é o besouro Rhynchophorus phoenicis, sendo seu preço no mercado elevado, devido ao apreço popular e sua raridade. Além disso, são comidos besouros, cupins, lagartas e ortópteros (gafanhotos, grilos e esperanças), sendo este último grupo também usado como moeda de troca em algumas áreas rurais.
Tanzânia: povo Tongwe se alimenta de Coleoptera, Hymenoptera, Isoptera e Orthoptera. Esse povo se alimenta muito de mel. Eles atraem abelhas selvagens para buracos de madeira onde elas farão sua colmeia. Um único “homem do mel” (equivalente a um apicultor para esse povo) pode criar até 300 colmeias com essa técnica, cada uma fornecendo até 18 litros de mel.

### América

#### Brasil
No Brasil, há 135 espécies de insetos comestíveis em 9 ordens diferentes, sendo que alguns espécies não foram descritas ainda, são conhecidas apenas pelo seu nome popular. Dois terços das espécies são da ordem Hymenoptera (abelhas, formigas e vespas), seguidas por Coleoptera, Orthoptera, Isoptera e Lepidoptera, e terminando com as menores quantidade de espécies em Diptera, Phthiraptera, Blattodea e Hemiptera.
Os indígenas da tribo Maku complementam sua dieta de mamíferos com Coleoptera, Hymenoptera, Isoptera e Lepidoptera. Na tribo Yanomami, os homens são os únicos a comerem carne de mamíferos, além de consumirem mais de 80% das lagartas coletadas. Mulheres, além de consumirem carne de sapo, crustáceos e mexilhões, também se alimentam de cupins, e larvas e pupas de abelhas e vespas. Já o povo Maku possivelmente se alimenta de Coleoptera, além de se alimentar de Isoptera e Lepidoptera.
Dentre as espécies de insetos comestíveis mais comuns na alimentação brasileira, pode-se citar a formiga tanajura, utilizada no preparo de farofas e consumida tradicionalmente no interior do estado de Minas Gerais e em alguns estados da região Nordeste, e a larva do besouro Pachymerus nucleorum, também conhecida como “larva do coquinho”, devido ao fato de habitar o interior de frutos, e seu consumo é indicado durante treinamentos de sobrevivência na selva.

#### Colômbia
Os indígenas da tribo Tukanoa, na Amazônia, se alimentam de mais de 20 espécies de insetos, principalmente de besouros, formigas, cupins e lagartas. Durante a estação de maior abundância de insetos, eles compõem 26% da proteína consumida por mulheres e 12% da proteína dos homens. Já o povo Tukanoan se alimenta de Coleoptera, Hymenoptera, Isoptera e, principalmente, Lepidoptera.

#### Equador
Besouros conhecidos como catso blanco são comida popular na região de Quito.

#### Estados Unidos da América
Registros mostram que, durante as várias guerras em território estadunidense, estadunidenses e franceses se alimentavam de insetos abundantes nos locais, como gafanhotos e grilos (Orthoptera), cigarras (Hemiptera), e ovos e larvas de besouros do gênero Phyllophaga (Coleoptera). Foi, inclusive, sugerido que passassem a usar insetos na alimentação, visto que estavam em um período de falta de comida devido à guerra Ademais, o povo Paiute se alimenta de Lepidoptera, Orthoptera e possivelmente Diptera.

#### México
Os povos Shoshone se alimentam de 101 espécies de insetos, principalmente Hymenoptera, mas também de Coleoptera, Lepidoptera, Orthoptera, Hemiptera e Anoplura.

#### Paraguai
Na sociedade Aché, as pessoas se alimentam de 15 espécies de insetos, 10 das quais quando estão no estágio de larva, e de 14 tipos diferentes de mel. 27% do tempo de forrageio (procura por alimento) das mulheres é procurando insetos, principalmente na retirada de larvas de besouro de troncos podres. Homens gastam 5% do seu tempo de forrageio coletando mel, prática feita com o uso de tecnologia. Eles fazem fogo e usam a fumaça para espantar as abelhas e coletarem o mel. Povo Aché se alimenta de Coleoptera e Hymenoptera.

#### Venezuela
O povo Yukpa se alimenta de Coleoptera, Isoptera, Lepidoptera e, principalmente, Hymenoptera.
Além dessas informações, há muito mais descrito na página sobre Antropoentomofagia nas Américas.

### Ásia

#### China
Na China, 178 espécies de insetos de 11 ordens diferentes são usadas na alimentação humana atualmente, sendo que de 20 a 30 espécies comuns de insetos são usadas ao longo de todo o ano na China. Insetos comestíveis na China são referidos como “comida tesouro da montanha”, e são cozinhados e comidos na China há mais de 3.000 anos. As maneiras de preparação desses insetos incluem fritar, refogar, cozinhar no vapor, fritar e depois cozinhar no vapor, e ferver e depois assar. Na cozinha, são usadas todas as fases da vida dos insetos (ovos, larva, pupa, adulto e ninfa), mas em restaurante, majoritariamente são servidas larvas e pupas. No chá de inseto, a quantidade de vitamina C chega a 15,04 mg para cada 100 gramas do chá.
Insetos são comuns na alimentação de alguns grupos étnicos minoritários na China, especialmente na alimentação da Província de Yunnan, onde comem muitas vespas no verão. Nessa província, larvas e pupas fritas ainda dentro da colmeia são alimento, sendo que muitas espécies de vespas usadas na alimentação ainda não foram descritas. Eles são ricos em proteínas, aminoácidos, gordura, carboidratos, vitaminas e elementos vestigiais. Os insetos usados na alimentação chinesa contêm de 20% a 70% de proteína, seus carboidratos variam de 1% a 10%, e são ricos em elementos nutritivos, como potássio, sódio, cálcio, cobre, ferro, manganês e fósforo. Além disso, muitos insetos comestíveis são ricos em gordura. A quantidade de gordura é maior em larvas e pupas, diminuindo em adultos. As maiores quantidades de gordura são dos lepidópteros Pectinophora gossypeilla, com 49,48%, e Ostrinia furnacalis, com 46,08%. Ademais, insetos comestíveis são ricos em vitaminas A, B1, B2, B6, D, E, K e C.
Insetos são considerados como um alimento saudável e são usados pela medicina tradicional chinesa, com algumas das suas funções medicinais comprovadas pela ciência. Uma bebida saudável é o “álcool de formiga”, composto de álcool com formigas Polyrhachis dives mergulhadas nele. Estudos comprovam que esse álcool pode melhorar o sistema imunológico e a habilidade sexual. Outros estudos mostram que o cupim Macrotermes annandalei pode melhorar o sistema imunológico, e cápsulas com pó desse cupim podem ser compradas no mercado.
Das 11 ordens, as com mais espécies comestíveis são Lepidoptera, Coleoptera e Hymenoptera.
- Donzelinhas: 4 espécies de Ephemerida são comestíveis. Ephemerella jianghonhensis é comida nas fases de náiade e adulto.[18]
- Libélulas: 7 espécies de Odonata são consumidas, as mais comuns na alimentação sendo Crocothemis servilia, Gomphus cuneatus e Lestes praemorsa. As formas mais consumidas são as naiades.[18]
- Cupins: 16 espécies de Isoptera são consumidas, as mais comuns na alimentação sendo Macrotermes annandalei, M. barneyi, M. acrocephalus, Odontotermes formosanus, O. yunnanensis e Coptotermes formosanus. As formas mais consumidas são adultos.[18]
- Grilos, gafanhotos e esperanças: 9 espécies de Orthoptera são comestíveis, as mais comuns na alimentação sendo Oxya chinensis, Gryllotalpa orientalis, G. unispina, Gryllus bimaculatus e Tarbinskiellus portentosus. Ninfas e adultos são comidos fritos em óleo.[18]
- Percevejos: 7 espécies do clado Homoptera consumidas, dentro da ordem Hemiptera, as mais comuns na alimentação sendo Crytotympana atrata, Lawana imitata e Darthula hardwicki. Comem-se as ninfas e os adultos.[18]
- Percevejos: 7 espécies de Hemiptera consumidas, menos Homoptera, as mais comuns na alimentação sendo Tessaratoma papillosa, Cyclopelta parva, Eusthenes saevus e Mictis tenebrosa. Comem-se as ninfas e os adultos.[18]
- Besouros: 30 espécies de Coleoptera consumidas, as espécies já descritas (identificadas pela ciência) mais comuns na alimentação sendo Stromatium longicone, Sphenoptera kozlovi, Tomcus piniperda, Oryctes rthinoceros e Cyrtotrachelus bugueti. Muitas espécies, contudo, ainda não foram descritas, não são conhecidas pelos cientistas, e precisam ser estudadas. Comem-se as larvas e os adultos.[18]

- Borboletas e mariposas: 70 espécies de Lepidoptera comestíveis, as mais comuns na alimentação sendo Chilo fuscidentalis e Bombyx mori. É a ordem com maior quantidade de insetos comestíveis. As formas mais consumidas são pupas e principalmente larvas.[18]
- Moscas e mosquitos: 2 espécies de Diptera consumidas, a mais comum sendo Musca domestica.[18]
- Formigas, vespas e abelhas: 32 espécies de Hymenoptera comestíveis, as espécies descritas mais comuns na alimentação sendo.[18]
  - abelhas: Apis cerana, A. mellifera, Megapis dorsata, Micrapis florea.
  - formigas: Carebana lignata, Polyrhachis dives, Oecophylla smaragdina.
  - vespas: Vespa analis, V. basalis, V. bicolor, V. magnifica, V. sorror.

#### Coreia do Sul
Espécies comestíveis que são vendidas no mercado e exportadas são o gafanhoto Oxya velox, chamado de metdugi, e o bicho-da-seda Bombyx mori na forma de larva.

#### Índia
Há mais de uma dúzia de espécies de bicho-da-seda usadas na alimentação, sendo a mais comum a Samia ricini, considerada uma iguaria. A pupa é comida e o pupário de seda é aproveitado como um produto secundário para fabricar tecidos. Cerca de 40 mil famílias praticam a cultura desse bicho.

#### Japão
As espécies de insetos mais populares na culinária histórica e moderna do Japão são os gafanhotos Oxya yezoensis e O. japonica, fritos e temperados com molho de soja. Outra comida feito de inseto muito comum é o hachinoko, feito de larvas de vespa ou abelha cruas ou cozidas em molho de soja, servido com arroz.

#### Tailândia
São conhecidas mais de 80 espécies de insetos comestíveis, muitas das quais fonte de comida diária. Isso as torna fontes importantes de proteínas, energia, vitaminas e minerais para fazendeiros em zonas rurais. Essas espécies podem ser encontradas no mercado público.

### Oceania

#### Austrália
Os povos aborígenes usam diversos insetos na sua alimentação, como larvas de Cossidae e Cerambycidae, mariposas Noctuidae, formigas, mel e jovens de abelhas sem ferrão, além de percevejos (Hemiptera).
- Povo Wailbri se alimenta de Coleoptera e bastante de Hymenoptera. Esse povo vive no deserto central, perto de “Alice Springs”, e consomem o “mel” de formigas, que nada mais é do que o líquido presente no abdômen de formigas operárias, que foi retirado de pulgões (que essa espécie de formiga “domesticou” para coletar o “mel” para si), formado da seiva que eles sugam das plantas. Cada afídio (pulgão) fornece 1ml de “mel”.[13]
- Em North Queensland, larvas de besouro, lagartas, cupins, formigas, vespas e mel são alimento regular.[13]
- Povo Wanindiljaugwa, que vive em Arnhem Land, se alimenta do mel das abelhas arbóreas da região, que não possuem ferrão.[13]
- Povo Alyawara se alimenta de de larvas de mariposa.[13]
- Povo Kirwanian se alimenta de Coleoptera, Hymenoptera, Orthoptera e Hemiptera.[13]
- Povos aborígenes de New South Wales se alimentam de mariposas Bugong (família Noctuidae). Nos Alpes Australianos, milhões dessas mariposas migram para elevações maiores e menos quentes para hibernar em abrigos nas rochas, engordadas para a hibernação. Todo ano, as pessoas, principalmente homens, se reúnem para coletar as mariposas, usando técnicas como fumaça, redes e gravetos, e as consumem assadas.[13]

#### Papua Nova Guiné e Nova-Guiné Ocidental
Uma grande variedade de insetos é comida na Papua Nova Guiné. Uma das mais famosas é o besouro Rhynchophorus ferrugineus papuanus, comido principalmente durante um festival, e não o ano todo. Outra espécie é a larva de Hoplocerambyx severus, que existe em abundância, podendo ter mais de 100 indivíduos por tronco de árvore.
- Para parte do povo Sepik, os insetos chegam a ser 30% da fonte de proteína, além de fonte de gordura, ferro e zinco.[3]
- O povo Chauve se alimenta de Coleoptera, Hymenoptera, Lepidoptera, Orthoptera e Hemiptera.[3]
- O povo Onabasulu se alimenta principalmente de Coleoptera, mas também de Hymenoptera, Orthoptera e Odonata; dos besouros, eles manufaturam “linguiças” gigantes de até 3 metros de comprimento feitas da larva de Rhynochophorus bilineatus, que são assadas e compartilhadas.[3]

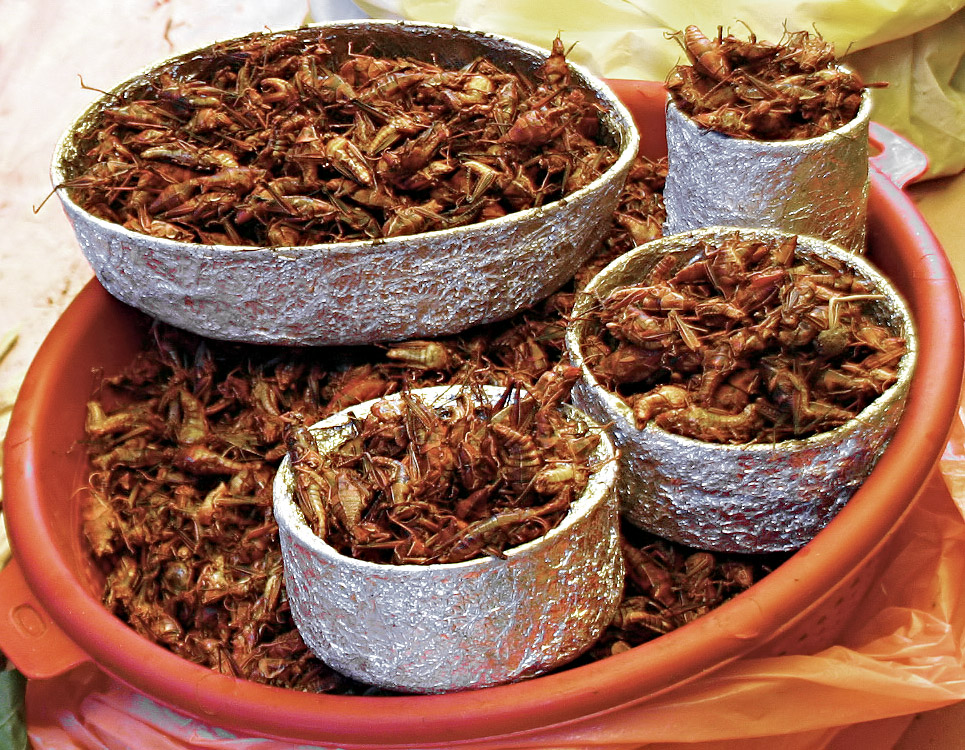
Chapulines, grilos fritos, prato típico do México.

## Símbolos e lendas
Para alguns povos, os insetos são vistos como um meio de ganhar força, vigor e espiritualidade e, portanto, são consumidos para alcançar esses atributos. Por exemplo, vespas podem indicar prosperidade, proteção e abundância.
Insetos comestíveis que existem desde a antiguidade foram tomados como um recurso utilitário ou se tornaram, às vezes, objetos sagrados, como o besouro sagrado Ateuches sacer L. no Egito. Este recurso, portanto, originou a formação de crenças e lendas que fazem parte das tradições mundiais. Entre os mais importantes no México está a “jumil sagrado” Edessa cordifera Walker, que é considerada pelo povo do estado de Guerrero como um “guardião” ou “guardião do lugar”, vivendo nas altas montanhas. Acredita-se que este guardião é capaz de comunicação direta com Deus. Acreditava-se que as almas dos ancestrais, com suas qualidades, fossem introduzidas internamente, quando as pessoas comiam esses insetos; assim, esses camponeses os chamavam de “família”. Outros exemplos são Melipona beecheii Bennett, referidas como “água da juventude”, piolhos, que atuam como mensageiros em Yucatán, e a "serpente de mil cabeças" da espécie Latebraria amphipyrioides Guen, no estado de Chiapas. Igualmente importantes são as formigas do gênero Pogonomyrmex spp., que, segundo a lenda, disseram a Quetzal-coatl (idade de Teotihuacán) que o milho deveria ser armazenado para fornecer alimento em tempos de escassez.
Pra os hindus, a abelha Apis laboriosa F. Smith é o único animal que pode se comunicar com Deus. Já no Egito Antigo, há uma coluna onde o escaravelho sagrado é esculpido nas ruínas egípcias de Karnak onde se acreditava que as pessoas teriam boa sorte se se virassem, além da existência de relevos de abelhas do gênero Apis nas colunas deste templo, lembrando as pessoas das qualidades deste inseto (organização, diligência, obediência, eficiência, solidariedade). Por fim, no Alasca, a divindade da larva de uma mosca que parasita a rena Hypoderma sp. é adorada por alguns povos originários.

## Sustentabilidade
Os impactos ecológicos pelo maior consumo de insetos consistem em diminuição da emissão de gases de efeito estufa (em até 100 vezes), redução da poluição da água e menor área de uso da terra com baixa contaminação ambiental. Os valores para gasto de água de algumas espécies de insetos deverá ser muito menor se em comparação com a de carne bovina, que consiste em 22.000 litros de água utilizados para 1 kg de carne produzida, além dos 43.000 litros utilizados para insumos indiretos de água, como forragem e grãos. Em comparação, a larva da farinha amarela e a menor larva da farinha (Alphitobius diaperinus) são resistentes à seca, podem ser criadas em riachos orgânicos, e têm eficientes FCRs (taxa de conversão alimentar).
Devido ao desenvolvimento significativo da antropoentomofagia, a sustentabilidade das espécies de insetos é fundamental. Portanto, são necessários diversos estudos para a conservação das espécies: identificação correta das espécies; literatura pesquisada; localização geográfica (alcance de seu território); tipo de nutrição; faixas de temperatura, umidade e altitude; conhecimento do ciclo de vida; conhecimento da densidade populacional; datas para exploração ideal; conhecimento da taxa de sobrevivência e grau de parasitismo ou predação; investigação da existência de uma protocultura; e estudos, com plano e implementação da cultura formal. Os moradores rurais e povos originários, que vivem no campo e coletam insetos comestíveis sequencialmente ao longo do ano, têm muitos conhecimentos sobre esses insetos. Eles sabem o momento e os locais para obtê-los, as quantidades esperadas, o estágio ou sexo preferido, tamanho, tipo, cronograma, plantas hospedeiras, perigos e tipo de material usado em sua captura. À luz dessas informações, o conhecimento etnoentomológico tem um valor significativo que precisa ser valorizado e usado para obter a sustentabilidade dos insetos comestíveis.
Mais de 100 espécies de insetos comestíveis no México podem ser estudadas quanto à sua sustentabilidade ao longo de 500 anos a partir dos códices e manuscritos enviados à Espanha. Existe no estado de Puebla um protótipo sustentável de Paradirphia fumosa e, no estado de Chiapas, os de Arsenura armida. No entanto, acima de tudo, para salvar vidas, é necessário servir a biodiversidade e os ecossistemas. Somente dessa forma podemos alcançar a preservação dos recursos naturais renováveis.
Até o momento, tem-se registradas cerca de 1.900 espécies de insetos comestíveis no mundo que são comidos em 124 países. No entanto, mesmo nas grandes populações de insetos de algumas espécies comestíveis, existe a superexploração de algumas espécies, que correm o risco de extinção. No México, há uma enorme luta com as empresas de inseticidas, causadores da morte de insetos usados na alimentação humana. Como resultado, as espécies comestíveis que são apreciadas nos restaurantes de alto nível, bem como as espécies que os moradores rurais vendem, são os grupos em maior perigo.

## Economia

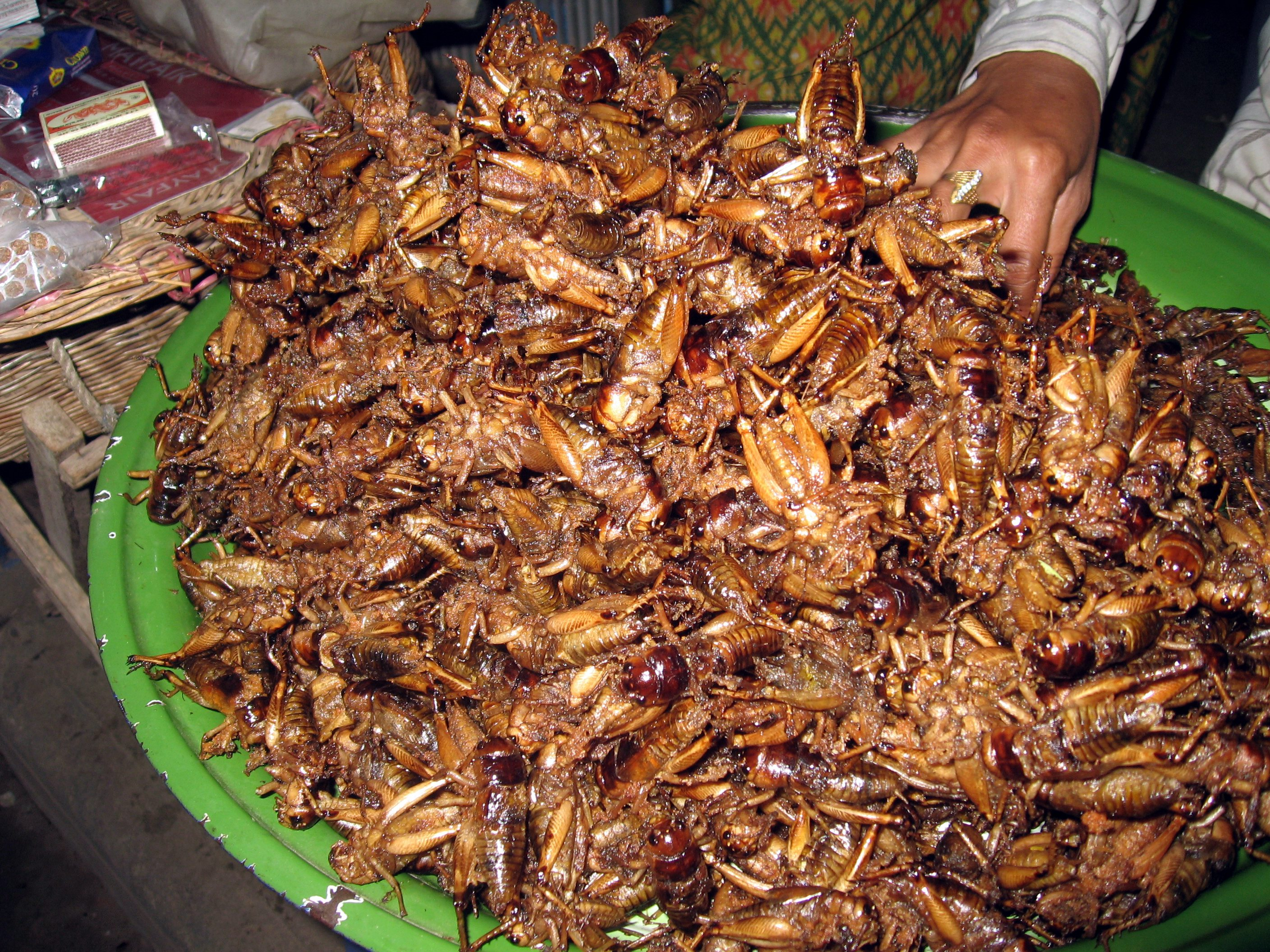
Grilos fritos, no Camboja.

Vale a pena notar o impacto do desenvolvimento comercial na preferência por insetos comestíveis e preço de venda de insetos. Distribuição generalizada de insetos, alta produtividade reprodutiva e ciclos de reprodução curtos são outras vantagens que sustentam seu potencial econômico. A produção de insetos é vantajosa, uma vez que não requer uma área grande. A área de terra requerida para produzir a mesma quantidade de proteína é de cerca de 1 ha (hectár) para insetos, 2–3,5 ha para porco ou frango e 10 ha para gado. Insetos podem ser criados com uma ampla variedade de alimentos, incluindo resíduos biológicos e até resíduos humanos, sangue de matadouro e resíduos alimentares, representando assim uma fonte de proteína que é atrativa economicamente. A escala industrial de produção de insetos auxiliada pela criação sustentável de insetos, agricultura e tecnologias de processamento poderiam aliviar as restrições de disponibilidade, devendo diminuir ainda mais o preço de venda.
Além disso, está havendo um aumento na venda e consumo de insetos em países do Ocidente. Insetos comestíveis costumavam ser oferecidos apenas em restaurantes de cidades pequenas ou localizados ao longo de estradas. Atualmente, eles aparecem inclusive no menu de restaurantes de luxo, com um aumento substancial em seu preço, o que resulta na venda de enormes quantidades de insetos comestíveis.

## Nutricional
Existe uma variedade de insetos comestíveis, e seus valores nutricionais e energéticos variam grandemente, não só entre espécies, como entre fases da vida (como larva ou pupa). Em geral, insetos comestíveis são ricos em energia, gordura e proteínas de alta qualidade, minerais, fibras, vitaminas e sais, e podem conter, a depender da espécie e fase de vida (como larva ou adulto), vitaminas e minerais que normalmente são escassos ou ausentes em plantas. A maioria dos insetos é rica em micronutrientes, como cobre, ferro, magnésio, manganês, fósforo, selênio e zinco. A maioria dos insetos comestíveis é rica em vitamina B1 (tiamina) e B2 (riboflavina). A gordura é um componente principal na constituição de insetos, e varia grandemente com a espécie e fase de vida. Na massa seca, insetos contêm de 10% a 60% de gordura. Em comparação, 100 gramas do bicho-da-seda (Bombyx mori) têm 94 kcal, enquanto que 100 gramas da formiga Oecophylla smaragdina têm 1.272 kcal.
Alguns grupos de insetos, como cupins, gafanhotos, lagartas, besouros e moscas, são uma fonte melhor de proteínas do que carnes vermelhas (gado, porco, cordeiro e galinha). Da massa seca de adultos alados (com suas asas arrancadas) do cupim Macrotermes falciger, 42% da sua massa é proteína e 44% gordura. Grilos e gafanhotos são excepcionalmente ricos em cálcio, e, em relação à carne de gado, ninfas de grilos e gafanhotos são uma fonte 11 melhor de vitamina B12, e têm 15 vezes mais magnésio e 3 vezes mais ferro. Já moscas domésticas são ricas em ferro, zinco, cálcio, magnésio e vitamina B3.
Os valores energéticos para 100 g de um dado inseto variam bastante, desde 89 kcal para o gafanhotos Cyrtacanthacris tatarica, até 1272 kcal para a formiga Oecophylla smaragdina. Gorduras e óleos podem compor de 9% até 67% da massa seca de insetos. Proteínas podem compor de 13% até 77% do peso seco de um inseto. Ou seja, de 13% até 77% do inseto desidratado é só proteína. Passando para gramas, 100 g de inseto não-desidratado (portanto, considerando o peso da água) podem conter de 7 g a 48 g de proteínas. Em comparação, a carne bovina oferece de 19 a 26 g de proteína, peixes oferecem de 16 g a 28 g e crustáceos de 13 g a 27 g. Portanto, insetos oferecem desde a mesma quantidade de proteínas até valores muito maiores do que os demais animais presentes na dieta humana. Por fim, insetos oferecem quantidades altas de minerais. Por exemplo, enquanto que 100 g de massa seca de carne bovina oferecem 6 mg de ferro e 12,5 mg de zinco, 100 de massa seca de lagartas oferecem de 21 mg a 77 mg de ferro, e larvas de besouro Rhynchophorus phoenicis oferecem 26,5 mg de zinco.
A maioria dos insetos apresentam quantidades muito altas de fosfato, sendo que 24 de 60 unidades atendem à dose di-etária recomendada para adultos. Em um estudo, dos 77 insetos analisados quanto ao teor de magnésio, apenas 23 insetos são suficientemente supridos por magnésio, contudo percevejos (Hemiptera) e algumas espécies da ordem Orthoptera (cigarras, grilos e gafanhotos) são especialmente ricos em magnésio. Geralmente os insetos têm baixo teor de sódio, e aparentam conter muito mais ferro e cálcio do que carne bovina, suína e de frango. Também foi sugerido que o consumo de insetos poderia diminuir a deficiência de ferro e zinco nos países em desenvolvimento. Além disso, os insetos comestíveis contêm na maioria das vezes quantidades suficientes de manganês e cobre .
Em um estudo comparando 100 espécies de insetos, descobriu-se que a quantidade de proteína por massa seca em cada ordem é de:
- Coleoptera - de 23% a 66%.
- Lepidoptera - de 14% a 68%.
- Hemiptera - de 42% a 74%
- Hymenoptera - de 13% a 77%.
- Odonata - de 46% a 65%.
- Orthoptera - de 23% a 65%.

Faz-se importante notar, porém, que não basta ter quantidades maiores de nutrientes, mas ter também uma boa absorção deles. Segundo estudos, a absorção das proteínas de insetos é de 76% a 90% (ou seja, se 50% de um inseto é proteína, só 38% a 45% dessa proteína vai ser absorvida), abaixo da nossa capacidade de absorver a proteína do ovo(95%) ou a de gado (98%). Apesar disso, a absorção de proteínas de insetos é maior que nossa absorção de proteínas de plantas, e vale pela quantidade proteica maior.
Quanto a vitaminas, as vitaminas essenciais estão presentes na maioria dos insetos comestíveis, como B1, B2, B12 e E. Já a vitamina A não é muito abundante em insetos, apesar de presente. Para 100 gramas de massa seca de:
- insetos, há de 0,1 a 4 mg de B1.
- insetos, há de 0,11 a 8,9 mg de B2.
- larvas de Tenebrio molitor e grilos Acheta domesticus, há de 0,47 ug a 8,7 ug de B12.
- lagartas, como Imbrasi oyemensis, I. truncata e I. epimethea, há de 6,8 a 48 ug de vitamina A (retinol e beta-caroteno).
- larvas de besouro Rhynchophorus sp. e bicho-da-seda, há de 9,65 mg a 35 mg de vitamina E.

## Cuidados no consumo

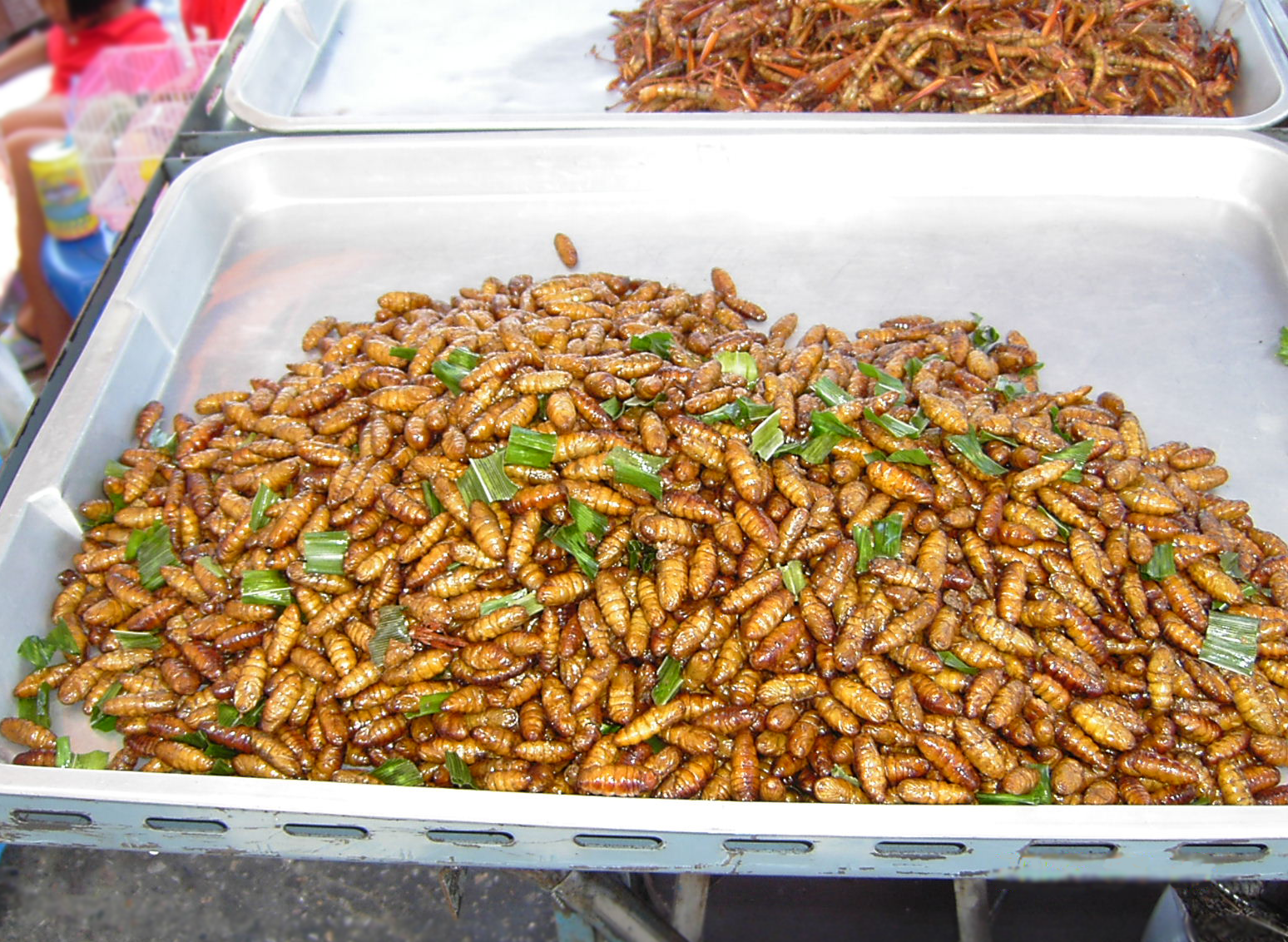
Pupas de bicho-da-seda, em Bankoc, Tailandia.

### Associação com microrganismos
Muitos insetos têm associação com microrganismos, alguns dos quais podem influenciar na segurança alimentar. A maioria dos insetos é ingerida por inteiro, sem a necessidade de se retirar “as tripas” (o intestino), que contêm a flora intestinal. Uma exceção é a lagarta Imbrasia belina, que tem seu estômago e intestino retirados.
Os patógenos de insetos e os patógenos de vertebrados (como nós, humanos), são muito distintos. Por isso, mesmo que nos alimentemos de um inseto que estivesse doente antes do seu preparo, ele não deve ser visto como um possível causador de doença para nós, humanos. Contudo, uma possível exceção está nas bactérias Staphylococcus aureus, Pseudomonas aeruginosa e Bacillus cereus, presentes no besouro Oryctus monocerus, consumido em países do oeste africano. Consumir besouros com esses patógenos pode oferecer risco ao consumidor, mas uma solução simples é a de esquentar devidamente esse alimento antes de consumir, eliminando as bactérias.
Outras questões tratam de como esses produtos são manuseados, transportados e preservados. Nesse caso, insetos não oferecem mais risco do que qualquer outro produto alimentício, e a vigilância sanitária e órgãos responsáveis pela segurança alimentar devem criar regras e fiscalização adequadas para o tratamento de insetos. Há relatos de casos de botulismo, parasitoses e comida contaminada por aflatoxinas devido à ingestão de insetos, fenômenos que podem ocorrer com demais alimentos que não sejam devidamente preservados, mostrando a importância da vigilância sanitária. Um estudo investigou aspectos microbiológicos de três espécies de insetos frescos, processados e armazenados, e observou a formação de esporos bacterianos. Tratamentos com refrigeração e com calor mostraram retardar este processo, embora se façam necessários maiores estudos acerca disso para garantir a segurança alimentar .

### Toxicidade
Alguns insetos são tóxicos. Por isso, eles requerem métodos de preparo específicos. O gafanhotos Zonocerus variegatus, presente em Camarões e na Nigéria, por exemplo, precisa ser cozido mais de uma vez, com troca da água. O mesmo é feito para vegetais alimentícios comuns no Brasil, como a taioba. Na região da Carnia, Itália, é comum que crianças comam mariposas do gênero Zygaena durante o verão, que possuem glicosídeo cianogênico, um composto que dá origem ao cianeto (muito tóxico). Além de presente nesses grilos, o glicosídeo cianogênico também é encontrado em maçãs, mandioca e sorgo. Com exceção da mandioca, que precisa de um preparo específico, em nenhum caso o composto existe em quantidade suficiente para prejudicar a saúde humana.

### Alergias
Assim como qualquer comida que contenha proteínas, insetos podem causar uma reação alérgica em certas pessoas, tanto por exposição prolongada, quanto por hipersensitividade, por exemplo, em pessoas alérgicas ao veneno de abelhas ou vespas. Os sintomas podem ser eczema, dermatite, rinite, conjuntivite, congestão, angioedema ou asma bronquial, ou sintomas mais leves que podem se agravar, como inflamação de olhos e nariz, coceira, salivação, asma e erupção cutânea. As pessoas mais susceptíveis a alergias são trabalhadores em contato direto com insetos, como entomologistas ou trabalhadores industriais, e não consumidores, apesar de haver evidências de alergia induzida pela ingestão de insetos. Por exemplo, é contraindicado a pessoas com alergia a pólen que se alimentem de larvas de abelha, que podem conter pólen. Para a maioria das pessoas, comer ou se expor a insetos não apresenta risco significante de causar reação alérgica.

### Pesticidas
Outra questão é até onde considera-se seguro a ingestão de insetos que se alimentam de plantas de áreas tratadas com pesticidas. Neste aspecto, controle da alimentação destes insetos com plantas orgânicas resolveria a questão e eliminaria este risco, mas ainda se fazem necessários mais estudos.

## Tabu cultural

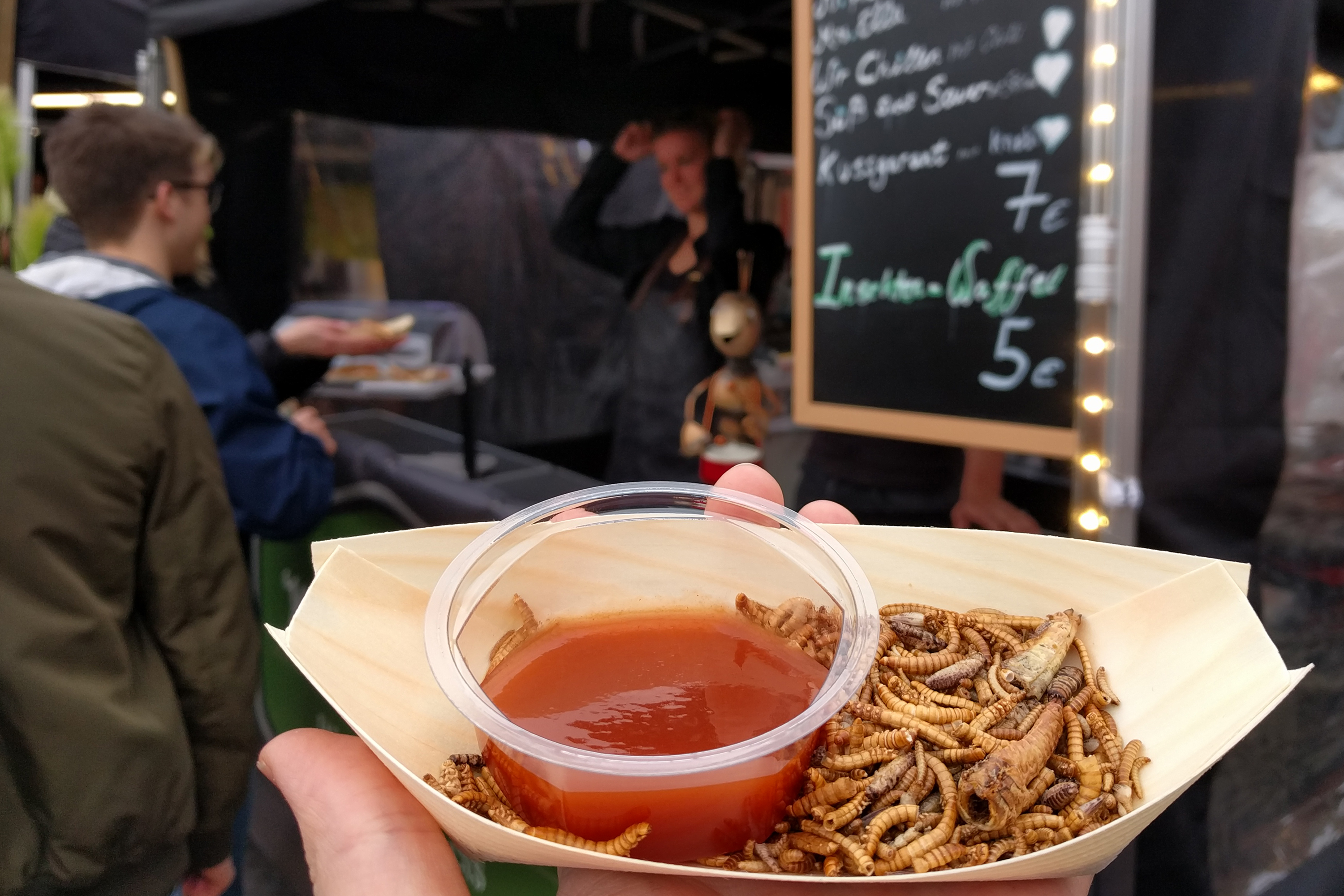
Insetos como comida-de-rua, na Alemanha.

“Esses insetos comem toda bendita coisa verde que cresce, e nós, fazendeiros, morremos de fome”.
“Bem, coma-os [os insetos], e fique gordo!”.
Acima está a citação de abertura do livro “Why Not Eat Insects?” (Por Que Não Comer Insetos?, em tradução livre) do britânico Vincent Holt, de 1885, uma das primeiras críticas ao tabu Ocidental (originário da Europa). Holt faz dois grandes argumentos a favor da insetivoria: primeiro, que comer insetos seria o mesmo que comer crustáceos e, segundo, faz uma crítica à idolatria europeia seletiva ao período histórico clássico grego e romano.
Seu primeiro argumento faz um ótimo sentido biológico. Insetos são um grupo animal que está dentro do grupo dos crustáceos; ou seja, insetos são, de fato, crustáceos. Apesar de popularmente haver uma divisão entre insetos e crustáceos, estudos científicos comprovam que insetos são um grupo de crustáceos, assim como os siris, caranguejos e lagostas. Isso quer dizer que comer insetos é literalmente a mesma coisa que comer crustáceos.
Seu segundo argumento faz uma crítica à idolatria europeia ao período clássico helenístico e romano. Tanto gregos quanto romanos comiam insetos; gregos comiam cigarras (Hemiptera) e romanos comiam besouros (Cerambycidae: Coleoptera). Em sua crítica, Holt diz (tradução livre):
- “Nós nos orgulhamos de nossa imitação dos gregos e romanos em suas artes; nós valorizamos suas línguas mortas: por que não, então, pegar uma dicas útil de suas mesas? Nós imitamos as nações selvagens [maneira aceitável na época, mas hoje imprópria, de se referir à maioria dos povos não-europeus e colonizados das América, África, Ásia e Oceania] em seu uso de inúmeras drogas, temperos e condimentos: por que não dar um passo além?”. Página 47 do original.[21]

### Surgimento do tabu
Existe uma questão a respeito da alimentação de insetos: apesar de serem (ou terem sido) muito presentes e importantes na alimentação de povos nos 5 continentes habitados, eles nunca foram domesticados. Por quê?.
Existem duas hipóteses: mamíferos prevaleceram em relação aos insetos por ofereceram mais recursos, e insetos passaram a ser vistos como pragas da agricultura.
Com o surgimento da agricultura sedentária, como na região do Crescente Fértil e no Delta do Nilo, muitas espécies de animais foram domesticadas, especificamente 14 espécies de mamíferos pesando mais de 45 kg - 13 na região entre Europa, Ásia e África, e uma na América (as lhamas). Esses animais, como porco (suínos), gado (bovinos), bode (caprinos), cavalo (equinos) e ovelhas (ovinos), oferecem diversos recursos, como carne de corte, leite, calor corporal, couro, lã, mão-de-obra nas plantações e meio de transporte. Assim, com exceção de espécies específicas de insetos que fornecem produtos além de sua carne, como abelhas para o mel e bicho-da-seda para a seda, insetos se tornaram fonte secundária de proteína (como gafanhotos em época de migração).
Além disso, com o surgimento da agricultura, como de trigo, cevada e legumes, matas foram desbastadas para criar cultivares, e os insetos começaram a se distanciar das áreas humanas habitadas. Assim, os insetos de maior contato humano passaram a ser aqueles que se alimentavam das plantas cultivadas, “as pragas”, ganhando uma conotação negativa.

### Tabu hoje
Culturalmente, a maior parte das pessoas de países ocidentais (que têm uma forte influência cultural europeia) têm um sentimento de nojo por insetos, e são relutantes em se alimentarem deles. Existe um grande preconceito em relação ao uso de insetos como fonte de alimentos. A falta de aceitação do próprio consumidor, aliada à ideia de que apenas ingere-se insetos em momentos de fome e escassez de alimentos, caracteriza-se como a principal barreira. Em muitas culturas, o sabor que o inseto possui, variando de acordo com a dieta do mesmo e com a forma de cocção, é de extrema importância.
Parte da atitude negativa do público ocidental em relação aos insetos se dá pela visão de que existem sociedades mais primitivas que outras, e que insetos são uma fonte de alimento dessas sociedades mais primitivas. Essa visão possui dois problemas: primeiro, ao entender erroneamente que existe uma ordem hierárquica entre sociedades, e que os caçadores-coletores (povos do passado e atuais) seriam inferiores. Segundamente, insetos são uma fonte de alimento para diversos grupos humanos, e não apenas para caçadores-coletores.
Outra parte do desgosto por insetos vem dos insetos de convívio cotidiano, que, em grande parte, oferecem chateação e doenças a humanos, em áreas rurais e urbanas. Por exemplo: moscas ficam junto à comida na cozinha, mosquitos fazem um barulho irritante e suas picadas causam coceira, cupins destroem plantas, móveis e imóveis, carunchos vivem no alimento, traças invadem armários, e baratas invadem casas pelo encanamento. Além disso, muitas doenças são transmitidas por insetos, como a dengue.
Além do público geral, o tabu existe entre pesquisadores. Uma das razões para a pouca importância dada aos insetos por cientistas ocidentais são os aspectos culturais, que tendem a menosprezar os insetos, apesar de que, por outro lado, muitos acadêmicos famosos, incluindo entomologistas (pesquisadores que estudam insetos) são a favor da insetivoria, inclusive de fato se alimentando de insetos.

### Antropoentomofagia hoje
Apesar do tabu, a rejeição de insetos comestíveis de culturas em países de forte influência europeia (como EUA, Canadá, UE) está dando lugar à aceitação, surgindo um modismo do consumo de insetos como alimento de luxo. Durante séculos, insetos comestíveis costumavam ser considerados por europeus como “comida bárbara” ou “comida indiana”, eram uma “comida de baixo prestígio” e eram recusados por outras pessoas, mas agora estão alcançando uma reputação significativa e são considerados um luxo. Atualmente, insetos são comidos pelas elites ricas de vários países, que os projetaram como uma “comida de alto prestígio” e lhes deram um lugar especial como um “prato cultural”.
Está havendo uma mudança de atitude em países considerados desenvolvidos, que leva ao interesse em insetos comestíveis, e um impulso para os chefes cozinharem e apresentarem insetos como pratos gourmet com uma incrível combinação de diferentes tipos de ingredientes e tipos de insetos. Isso dá origem a aspectos positivos, uma vez que insetos comestíveis podem ajudar a aliviar a fome e a desnutrição em muitas populações rurais. Por outro lado, é preciso tomar cuidado para não haver o surgimento de aspectos negativos, como a superexploração de espécies por comunidades rurais, que podem levar à sua extinção. Além disso, parece estar havendo uma inversão de valores, já que os norte-americanos buscaram alimentos mais naturais, incluindo insetos comestíveis, enquanto que países em desenvolvimento estão à procura de alimentos mais processados.
Se as sociedades ocidentais não comem insetos e não comem há centenas de anos, que razões existem para que elas retomem a prática? Diante do crescimento da população global, da degradação ambiental e da má gestão agrícola, a segurança alimentar é uma preocupação universal, independentemente de qualquer evidência imediata para ela nas sociedades ocidentais. Conforme definido pela Cúpula Mundial da Alimentação em 1996, a segurança alimentar é a garantia de que todas as pessoas têm acesso físico e econômico a alimentos seguros, suficientes e nutritivos em todos os momentos, a fim de atender às suas necessidades e preferências e liderar Uma vida ativa e saudável. De acordo com a Organização para Alimentação e Agricultura (FAO), o mundo está enfrentando uma crise alimentar cada vez maior, e a previsão era de que 680 milhões de pessoas não teriam segurança alimentar até 2010. Embora os países ocidentais estejam em minoria, as práticas agrícolas precárias dentro de suas fronteiras ainda afetam o acesso a alimentos em nível global. A produção de gado em sua forma atual é particularmente destrutiva por duas razões. O primeiro é a degradação ambiental e o segundo é a ineficiência nutricional.
Acredita-se que a pecuária seja um dos três principais contribuintes significativos para as preocupações ambientais mais graves. A degradação generalizada da terra da criação de gado, inclusive na América do Norte, afeta a produtividade agronômica e ameaça a segurança alimentar e a qualidade de vida. A ração atual com alto teor de proteína cultivada e fornecida para o gado supera a quantidade de proteína oferecida pelo gado. De acordo com a FAO, o gado consome 77 milhões de toneladas de proteína de sua ração, mas fornece apenas 58 milhões de toneladas em seus produtos. A proteína que eles consomem poderia ser consumida diretamente pelas pessoas. Este é um sistema ineficiente de entrada de recursos nutricionais e é um desserviço tanto para o gado quanto para as pessoas.
A segurança alimentar é alcançada pelo cumprimento de várias condições. Diversidade, adequação nutricional, segurança, acessibilidade, abundância e disponibilidade confiável são fatores para a segurança alimentar. Isso deve ser equilibrado com a eficiência e a sustentabilidade ambiental de um alimento no crescimento e processamento. O gado ocidental padrão, embora capaz de atender a muitas dessas condições, ainda falha em alcançar as taxas de sustentabilidade e eficiência necessárias para manter a produção de gado a longo prazo e saúde ambiental. Os insetos, por outro lado, são capazes de atender à eficiência e à sustentabilidade em um grau significativamente maior e, ao mesmo tempo, atender aos outros requisitos de segurança alimentar. “Os riscos da entomofagia, em termos de segurança alimentar e segurança alimentar, são pequenos em comparação com a superexploração dos recursos da Terra e a incapacidade de alimentar uma população humana crescente”.

## Alimento do futuro?

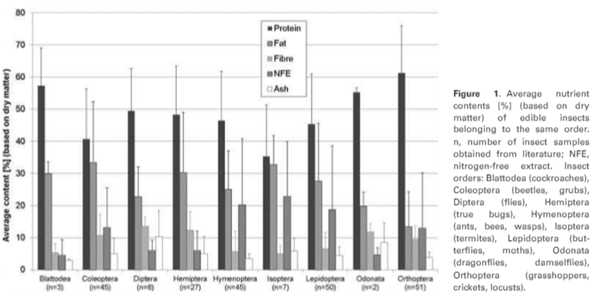
Conteúdo nutricional, baseado na matéria seca, de alguns alimentos insetos utilizados como fontes de alimentos, em porcentagem (%)

As taxas de conversão alimentar (FCRs), definida como a necessidade alimentar por unidade de ganho de peso, são particularmente importantes, uma vez que com o aumento da procura de carne há uma demanda mais do que proporcional para grãos e alimentos ricos em proteínas. FCRs variam muito dependendo da classe de animais e das práticas de produção usadas para produzir a carne.
A proporção de peso comestível difere consideravelmente entre animais convencionais e insetos. A porcentagem de peso comestível para frango e suína (ambos com 55% do peso vivo) é maior do que carne bovina (40%). Grilos no último estágio ninfal podem ser comidos inteiros, mas quando ingeridos como um lanche, alguns preferem que as pernas (17% do peso total) sejam removidas, e, pelo fato do quitinoso exoesqueleto (3%) ser indigesto, o percentual de peso comestível chega a 80%. Nos números acima, pode-se calcular o FCR do peso comestível, mostrando os grilos a serem duas vezes mais eficiente que os frangos, 4 vezes mais eficiente que os porcos e 12 vezes mais que os bovinos. Estes cálculos também podem ser feitos para eficiência de proteína. Isso seria útil se o conteúdo de proteína fosse muito diferente para gado e grilos, mas não é: aves de porco, carne de porco e carne bovina apresentam valores de 200, 150 e 190 g de proteína por quilograma de peso comestível, respectivamente, enquanto que para ninfas de críquete e adultos, estes números são 154 e 205 g, respectivamente. Logo, é muito provável que os grilos sejam os alimentos mais eficientes se tratando em massa corporal comestível quando comparados com os animais convencionais .